# Bitter Virgin
Bitter Virgin (ビター バージン Bitā Bājin?) es un manga seinen escrito por la mangaka Kei Kusunoki para la revista Young Gangan de la editorial Square Enix. Bitter Virgin es la historia de un estudiante de preparatoria llamado Daisuke Suwa y su compañera, Hinako Aikawa, y la relación que se desarrolla entre ellos poco después de que Daisuke descubre un trágico - y muy personal - secreto de ella, viéndose obligado a guardárselo para él mismo.
Con un total de 32 capítulos, iniciando en el Young Gangan #5 de 2005, el manga se recopila en 4 tankōbon, lanzados entre los años 2006 al 2008. Fue licenciado por Ching Win para su distribución en Taiwán.

## Argumento
Daisuke Suwa es un estudiante que vive con su madre viuda en una pequeña comunidad japonesa. Dispuesto a no derrochar su tiempo en el restaurante de propiedad de la familia, sus ambiciones son salir de la ciudad, igual que su hermana, y estudiar en una universidad.
Mientras escapaba de sus amigas Kazuki Ibuse y Yuzu Yamamoto hacia una iglesia, se esconde en el confesionario al escuchar que otra persona entraba al lugar. Dicha persona era Hinako Aikawa, la chica más discreta de su clase. Pensando que se trataba del sacerdote, Hinako termina contándole a Daisuke su secreto más trágico: cuando tenía catorce años, fue constantemente violada por su padrastro, quedando embarazada en dos oportunidades. En la primera ocasión abortó, pero en la segunda se vio obligada a dar a luz, dándolo en adopción.
Daisuke regresa a su casa creyendo que lo que escuchó sólo era una mentira, y decide seguirla el día siguiente. Lo comprueba luego de que ella cae y observa una cicatriz en su vientre, siendo ésta la de la cesárea que tuvo Hinako.
Daisuke se da cuenta entonces de la causa de su aversión a los hombres. A partir de ese día, no puede sacársela de su mente y preocupado por su bienestar, decide mantener su secreto y ayudarla de cualquier manera que él pueda, termina enamorándose de ella.

## Personajes
- Daisuke Suwa (諏訪大介?): estudiante de preparatoria de 16 años. Huérfano de padre,[7] ayuda a su madre en el negocio familiar, un restaurante.[8] Él es quien descubre el secreto de la chica más reservada de su clase, Hinako Aikawa.[5] Tiene una hermana mayor viviendo en Tokio.[7] Al final se vuelve el novio de Hinako, aunque ambos piensan que en un futuro se separaran.

- Hinako Aikawa (藍川雛子?): compañera de clases de Daisuke, es una chica que sufre de androfobia debido a que su padrastro la violó siendo virgen y la continuó violando hasta que quedó embarazada en 2 ocasiones, la primera tuvo que abortar y la segunda dio en adopción a su hijo.[5] Involuntariamente le cuenta su secreto más trágico, sin saberlo, a Daisuke,[9] el único varón al que no le tiene miedo. Al final se hace novia de Daisuke con quien logra superar su trauma, aunque ambos piensan que en un futuro se separarán.

- Kazuki Ibuse (井伏香月?): compañera de clase de Daisuke, de quien está enamorada, siendo muy amistosa con él.[10]  Ella misma declara que está con Daisuke a pesar de no ser cierto, iniciando así sus celos hacia Hinako.[11]

- Yuzu Yamamoto (山本柚?): compañera de clase y amiga de infancia de Daisuke. Suele ayudar a la madre de él en el restaurante. Sabe que a Daisuke le gusta Hinako aunque él no lo afirme. En el final, ella confiesa estar enamorada de Daisuke.[12]

## Contenido
| Volumen 1 | ISBN | Publicado                                 |
| Volumen 1 | ISBN 4-75-751674-6 | 25 de abril de 2006                       |
| | |                                           |
| Contiene los capítulos: 01. Su penitencia (あのコの懺悔 Ano Ko no Sange?) 02. Su herida (あのコの傷 Ano Ko no Kizu?) 03. Si sonriera (あのコが笑えば Ano Ko ga Waraeba?) 04. Esa chica especial (特別なあのコ Tokubetsu na ano Ko?) 05. Cambiarla (あのコに変して Ano ko ni Hen-shite?) 06. Esa chica alejada (遠いあのコ Tooi ano Ko?) 07. Esa chica cercana (近いあのコ Chikai ano Ko?) 08. Su marca (あのコの跡 Ano Ko no Ato?) | Contiene los capítulos: 01. Su penitencia (あのコの懺悔 Ano Ko no Sange?) 02. Su herida (あのコの傷 Ano Ko no Kizu?) 03. Si sonriera (あのコが笑えば Ano Ko ga Waraeba?) 04. Esa chica especial (特別なあのコ Tokubetsu na ano Ko?) 05. Cambiarla (あのコに変して Ano ko ni Hen-shite?) 06. Esa chica alejada (遠いあのコ Tooi ano Ko?) 07. Esa chica cercana (近いあのコ Chikai ano Ko?) 08. Su marca (あのコの跡 Ano Ko no Ato?) | Personaje de la carátula: - Hinako Aikawa |

| Volumen 2 | ISBN | Publicado                                |
| Volumen 2 | ISBN 978-4-75-751916-9 | 25 de enero de 2007                      |
| | |                                          |
| Contiene los capítulos: 09. Por ella (あのコのために Ano Ko no tame ni?) 10. Su pesadilla (あのコの悪夢 Ano Ko no Akumu?) 11. Su desgracia (あのコの悲劇 Ano Ko no Higeki?) 12. Su desdicha (あのコの惨劇 Ano Ko no Sangeki?) 13. Sus buenas noches (あのコにおやすみ Ano Ko ni Oyasumi?) 14. Su petición (あのコのお願い Ano Ko no Onegai?) 15. Sus sentimientos (あのコの気持ち Ano Ko no Kimochi?) 16. A su encuentro (はちあわせのあのコ Hachiawase no ano Ko?) | Contiene los capítulos: 09. Por ella (あのコのために Ano Ko no tame ni?) 10. Su pesadilla (あのコの悪夢 Ano Ko no Akumu?) 11. Su desgracia (あのコの悲劇 Ano Ko no Higeki?) 12. Su desdicha (あのコの惨劇 Ano Ko no Sangeki?) 13. Sus buenas noches (あのコにおやすみ Ano Ko ni Oyasumi?) 14. Su petición (あのコのお願い Ano Ko no Onegai?) 15. Sus sentimientos (あのコの気持ち Ano Ko no Kimochi?) 16. A su encuentro (はちあわせのあのコ Hachiawase no ano Ko?) | Personaje de la carátula: - Daisuke Suwa |

| Volumen 3 | ISBN | Publicado                                 |
| Volumen 3 | ISBN 978-4-75-752086-8 | 25 de agosto de 2007                      |
| | |                                           |
| Contiene los capítulos: 17. Ella y su igual (あのコと同じ Ano Ko to Onaji?) 18. Su dolor (あのコの痛み Ano Ko no Itami?) 19. Su secreto (あのコの秘密 Ano Ko no Himitsu?) 20. Confundida (迷えるあのコ Mayoeru ano Ko?) 21. Su determinación (あのコの決心 Ano Ko no Kesshin?) 22. Su desconocida desgracia (あのコの知らない悲劇 Ano Ko no Shiranai Higeki?) 23. Lo que desconoce (あのコにはわからない Ano Ko ni wa Wakaranai?) 24. Más que ella (あのコのよりも Ano Ko no yori mo?) | Contiene los capítulos: 17. Ella y su igual (あのコと同じ Ano Ko to Onaji?) 18. Su dolor (あのコの痛み Ano Ko no Itami?) 19. Su secreto (あのコの秘密 Ano Ko no Himitsu?) 20. Confundida (迷えるあのコ Mayoeru ano Ko?) 21. Su determinación (あのコの決心 Ano Ko no Kesshin?) 22. Su desconocida desgracia (あのコの知らない悲劇 Ano Ko no Shiranai Higeki?) 23. Lo que desconoce (あのコにはわからない Ano Ko ni wa Wakaranai?) 24. Más que ella (あのコのよりも Ano Ko no yori mo?) | Personaje de la carátula: - Hinako Aikawa |

| Volumen 4 | ISBN | Publicado                                 |
| Volumen 4 | ISBN 978-4-75-752315-9 | 25 de junio de 2008                       |
| | |                                           |
| Contiene los capítulos: 25. Su confesión (さらけだした あのコ Sarakedashita ano Ko?) 26. En mis sueños, ella está (夢であのコに Yume de ano Ko ni?) 27. Paso adelante (あのコの一歩 Ano Ko no Ippo?) 28. A pesar de ello, la quiero (それでもあのコが好き Sore demo ano Ko ga Suki?) 29. Su dolor (嘆きのあのコ Nageki no ano Ko?) 30. Manera de protegerla (あのコのを守る方法 Ano Ko no wo Mamoru Hōhō?) 31. Su repuesta (それがあのコの答え Sore ga ano Ko no Kotae?) 32. Ella y yo (あのコとおれと Ano Ko to Ore to?) | Contiene los capítulos: 25. Su confesión (さらけだした あのコ Sarakedashita ano Ko?) 26. En mis sueños, ella está (夢であのコに Yume de ano Ko ni?) 27. Paso adelante (あのコの一歩 Ano Ko no Ippo?) 28. A pesar de ello, la quiero (それでもあのコが好き Sore demo ano Ko ga Suki?) 29. Su dolor (嘆きのあのコ Nageki no ano Ko?) 30. Manera de protegerla (あのコのを守る方法 Ano Ko no wo Mamoru Hōhō?) 31. Su repuesta (それがあのコの答え Sore ga ano Ko no Kotae?) 32. Ella y yo (あのコとおれと Ano Ko to Ore to?) | Personaje de la carátula: - Hinako Aikawa |